# Welcome to Sky Valley
Welcome to Sky Valley es el tercer álbum de Kyuss, editado el 28 de junio de 1994 por Elektra. 
Este es el primer álbum después de la marcha de Nick Oliveri y del ingreso del bajista Scott Reeder. Además, supone el último disco de Brant Bjork con la banda, antes de su despedida y su ingreso en Fu Manchu. 
La lista de canciones está dividida en tres largos segmentos, más una breve pista oculta, lo que suma en total once temas cortos.
La selección fue así distribuida de modo que el oyente experimente el álbum como una escucha integral, y no como un grupo de simples canciones, debido a esto el CD incluye la aclaración "listen without distraction" (escuchar sin distracción).
La edición promocional, al igual que la edición europea, fueron prensadas con los once temas separados individualmente.
Tool ha tocado varias veces una versión de "Demon Cleaner" en sus conciertos, contando para estas ocasiones con el bajista de la banda en aquel entonces, Scott Reeder.

## Lista de canciones
1. "Gardenia" / "Asteroid" / "Supa Scoopa and Mighty Scoop" (17:46)
2. "100°" / "Space Cadet" / "Demon Cleaner" (14:50)
3. "Odyssey" / "Conan Troutman" / "N.O." / "Whitewater" (18:19)
4. "Lick Doo" (pista oculta) (0:58)

### Edición promocional
1. "Gardenia" (Brant Bjork) – 6:53
2. "Asteroid (Josh Homme) – 4:49
3. "Supa Scoopa and Mighty Scoop" (Homme) – 6:03
4. "100°" (Homme) – 2:29
5. "Space Cadet" (Homme/Scott Reeder) – 7:02
6. "Demon Cleaner" (Homme) – 5:19
7. "Odyssey" (Homme) – 4:20
8. "Conan Troutman" (Homme) – 2:11
9. "N.O." (Mario Lalli/Reeder) - 3:47
10. "Whitewater" (Bjork/Homme) - 8:57
11. "Lick Doo"

## Formación
- John Garcia - Voz
- Josh Homme - Guitarra
- Scott Reeder - Bajo
- Brant Bjork - Batería